# دانشگاه راجر ویلیامز
دانشگاه راجر ویلیامز (انگلیسی: Roger Williams University) یا (RWU) یک دانشگاه خصوصی در بریستول، رود آیلند است. این دانشگاه در سال ۱۹۵۶ تأسیس شد، به دلیل بنیانگذار رود آیلندی آن راجر ویلیامز بنام او نامگذاری شده‌است. در این دانشکده بیش از ۵۰۰۰ دانشجو دارد و بیش از ۴۸۰ کادر علمی در استخدام آن قرار دارند.

## تاریخچه
آغاز فعالیت‌های این دانشگاه به سال ۱۹۱۹ برمی‌گردد، زمانی که دانشگاه نورت‌ایسترن در بوستون، ماساچوست، یک واحد دانشگاهی را در ساختمان YMCA در پراویدنس، رود آیلند افتتاح کرد. در سال ۱۹۴۰، هیئت مدیره YMCA کارگردانی مدرسه را آغاز کرد و مؤسسهٔ YMCA نخستین مدرک کاردانی خود را در سال ۱۹۴۸ اعطا کرد. در سال ۱۹۵۶، این مؤسسه منشور ایالتی دریافت کرد تا به یک مؤسسهٔ دو سالهٔ اعطا کنندهٔ درجه تحت نام کالج جونیور ویلیامز تبدیل شود.
در طول دههٔ ۱۹۶۰، زمانی که کالج راجر ویلیامز شروع به اعطای مدرک لیسانس کارشناسی کرد این کالج به محوطهٔ بزرگ‌تری نیاز پیدا کرد.